# 第11飛行隊 (陸上自衛隊)
第11飛行隊（だいじゅういちひこうたい）は、陸上自衛隊丘珠駐屯地（北海道札幌市東区）に駐屯する第11旅団隷下の航空科（ヘリコプター）部隊である。

## 概要
第11旅団唯一の航空機（ヘリコプター）を保有する部隊である。隊長は2等陸佐が充てられ、多用途ヘリコプターを装備して第11旅団作戦部隊に対する航空支援（航空偵察、人員・物資空輸、無線中継、射撃の観測、患者空輸、小規模な空中機動等）、災害派遣等（情報収集、捜索・救助、人員・物資空輸、患者空輸、空中消火等）、広報支援を任務とする。
当部隊は管区隊および混成団に編成された航空隊でなく、野戦特科部隊の第1特科団に編成されていた「北部方面特科団航空隊（のちの第1特科団航空隊）」を母体とする。
丘珠駐屯地には、北部方面航空隊本部、北部方面ヘリコプター隊、第7師団第7飛行隊が所在する。

## 沿革
北部方面特科団航空隊
- 1954年（昭和29年）1月10日：北部方面特科団航空隊が北千歳駐屯地において編成完結[1]。

第1特科団航空隊
- 1954年（昭和29年）7月1日：「北部方面特科団」が「第1特科団」に称号変更したことに伴い、北部方面特科団航空隊（北千歳駐屯地）を第1特科団航空隊に改称[1]。

第11飛行隊
- 1962年（昭和37年）1月18日：第1特科団航空隊（北千歳駐屯地）を廃止し、第11飛行隊を丘珠分屯地に新編[1]。
- 1994年（平成06年）3月28日：第11飛行隊が第11師団隷下に編入[1]。
- 2008年（平成20年）3月26日：第11師団から第11旅団（総合近代化旅団タイプ）に改編[1]。
- 2017年（平成29年）3月：UH-1化改編[1]。

## 部隊編成
- 第11飛行隊本部
- 飛行班
- 整備班
- 通信班

車両表示は、「11飛」。

## 主要装備
- UH-1J